# Rancho Nuevo, Tantoyuca
Rancho Nuevo är en ort i Mexiko.   Den ligger i kommunen Tantoyuca och delstaten Veracruz, i den sydöstra delen av landet, 240 km norr om huvudstaden Mexico City. Rancho Nuevo ligger 112 meter över havet och antalet invånare är 628.
Terrängen runt Rancho Nuevo är platt. Runt Rancho Nuevo är det ganska tätbefolkat, med 72 invånare per kvadratkilometer. Närmaste större samhälle är Tantoyuca, 9,1 km sydost om Rancho Nuevo. Trakten runt Rancho Nuevo består till största delen av jordbruksmark.